# Christiane Gotte
Christiane Gotte (* 15. April 1988 in Plauen) ist eine deutsche Fußballspielerin.

## Karriere
Gotte startete ihre aktive Karriere im November 1998 bei der SG Jößnitz. Im Sommer 2006 wechselte sie zum FC Erzgebirge Aue. Nachdem sie in ihrer ersten Saison für Aue 7 Tore in 20 Spielen erzielt hatte, wechselte Gotte 2007 in die Reserve des FF USV Jena. In der Saison 2010/11 erzielte sie in 20 Spielen 33 Tore und verhalf dem FF USV Jena II zum Aufstieg in die 2. Frauen-Bundesliga Nord. Im darauffolgenden Jahr erzielte sie für die Reserve des FF USV Jena in 21 Spielen 22 Treffer und gab am letzten Spieltag der Saison 2011/12 am 28. Mai 2012 ihr Profi-Debüt in der Bundesliga für den FF USV Jena. Sie wurde in der Partie am Pfingstmontag beim Stande von 2:0 in der 67. Minute für Sabrina Schmutzler eingewechselt und spielte 33 Minuten bei ihrem Profi-Debüt. Im Sommer 2013 verließ Gotte den Bundesligisten, für den sie in drei Jahren in 61 Spielen 62 Tore für die Reserve erzielte. Im Sommer 2014 kehrte sie zu ihrem ehemaligen Jugendverein, der SportGemeinschaft Jößnitz, zurück.

## Persönliches
Sie leitet in Falkenstein/Vogtl. eine Aral Tankstelle.